# The College Chaperone
The College Chaperone è un cortometraggio muto del 1913 diretto da Charles H. France.

## Trama
Due cadetti, Jack Carter e Ned Graves, invitano due ragazze di fuori città al ballo annuale dell'Accademia Militare. Le due, Maud e Alice, dovranno essere accompagnate dalla zia di Jack, Nellie, che farà loro da chaperon. Ma, poco prima del ballo, Jack viene a sapere che la zia non potrà essere presente. I due cadetti stanno quasi per annullare l'appuntamento quando sono colti da una brillante idea. Chiedono all'amico Sammy Stone di travestirsi da donna, facendosi passare per la zia. Risolto il problema dello chaperon, al ballo tutto fila liscio finché la falsa zia non viene invitata a danzare da uno dei professori. Il trucco viene ben presto scoperto e Sammy finisce agli arresti dove riceve la visita degli amici che porgono le loro condoglianze a colui che definiscono "uno dei loro migliori chaperon".

## Produzione
Il film fu prodotto dalla Selig Polyscope Company.

## Distribuzione
Venne distribuito dalla General Film Company.